# HMS Sovereign of the Seas
Le Sovereign of the Seas (« Souverain des mers ») est un navire de ligne de premier rang, lancé le 13 octobre 1637, en service dans la Royal Navy de 1638 à sa perte par incendie en 1697.
Commandé comme un navire de 90 canons, il est armé à la demande du roi Charles Ier avec 102 canons. Il est renommé Sovereign en 1651, puis Royal Sovereign en 1685. Peter Pett (en) est l'architecte naval. Il est l'un des plus grands navires de son époque.
Il participe à la bataille de Kentish Knock, la bataille du cap Béveziers et la bataille de la Hougue.
Sa poupe est particulièrement décorée. L'importance des frais de construction du navire — près de 9 millions de livres actuelles —, a nécessité la création d'une taxe spéciale, la Ship money (en), qui aurait contribué à déclencher la Première Révolution anglaise.

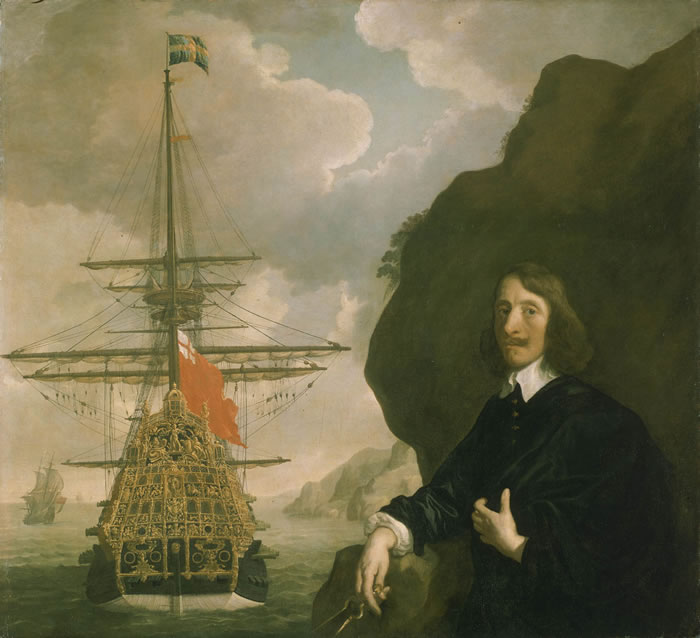
Peter Pett (en) et le Sovereign of the Seas.
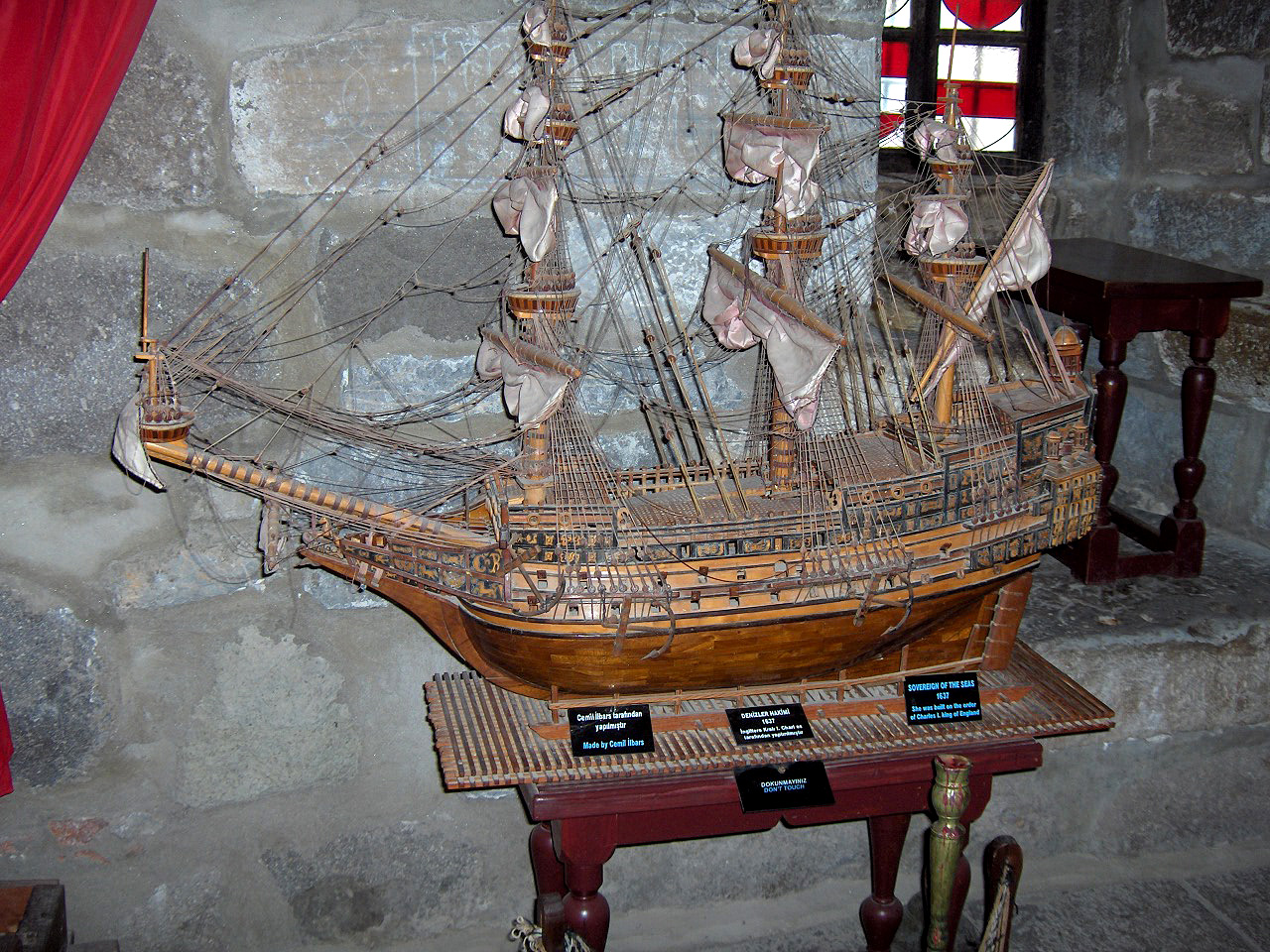
Maquette du Sovereign of the Seas.
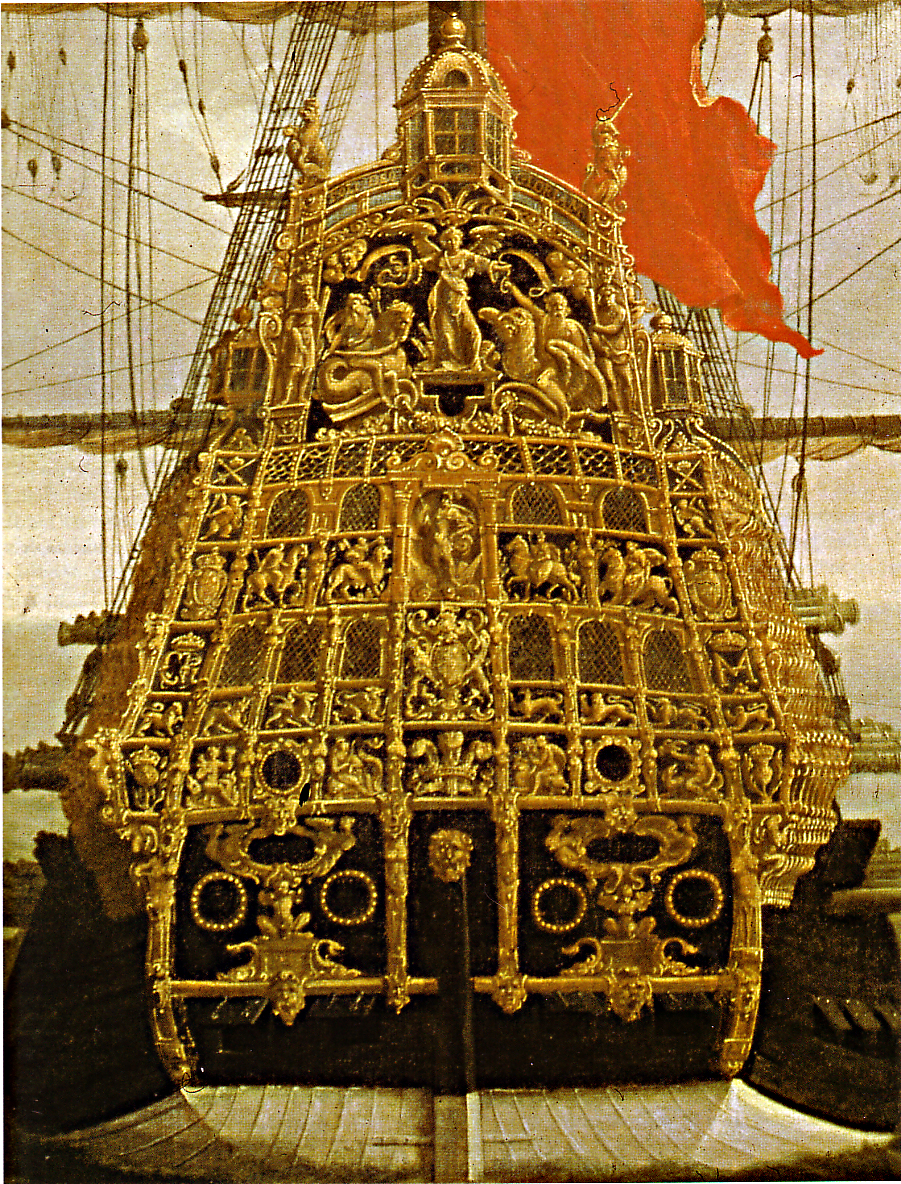
Poupe du Sovereign of the Seas.
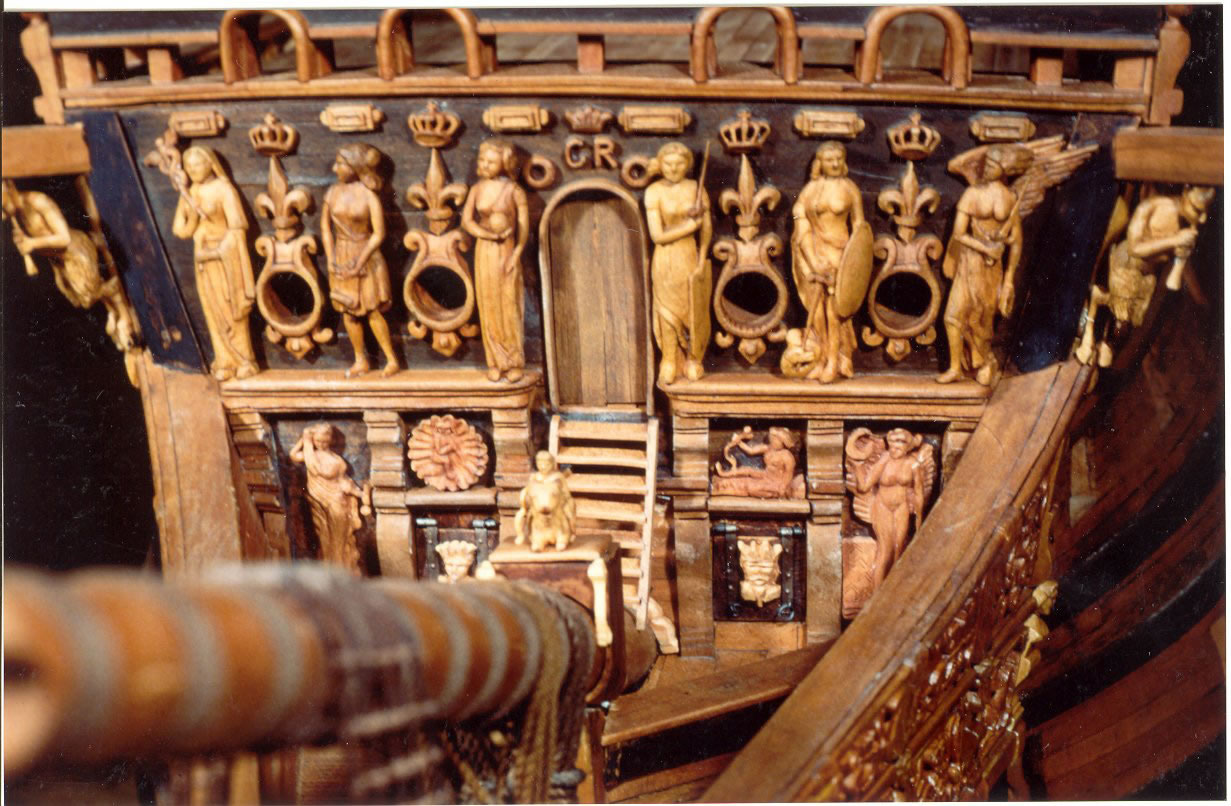
Détail d'une maquette du Sovereign of the Seas.
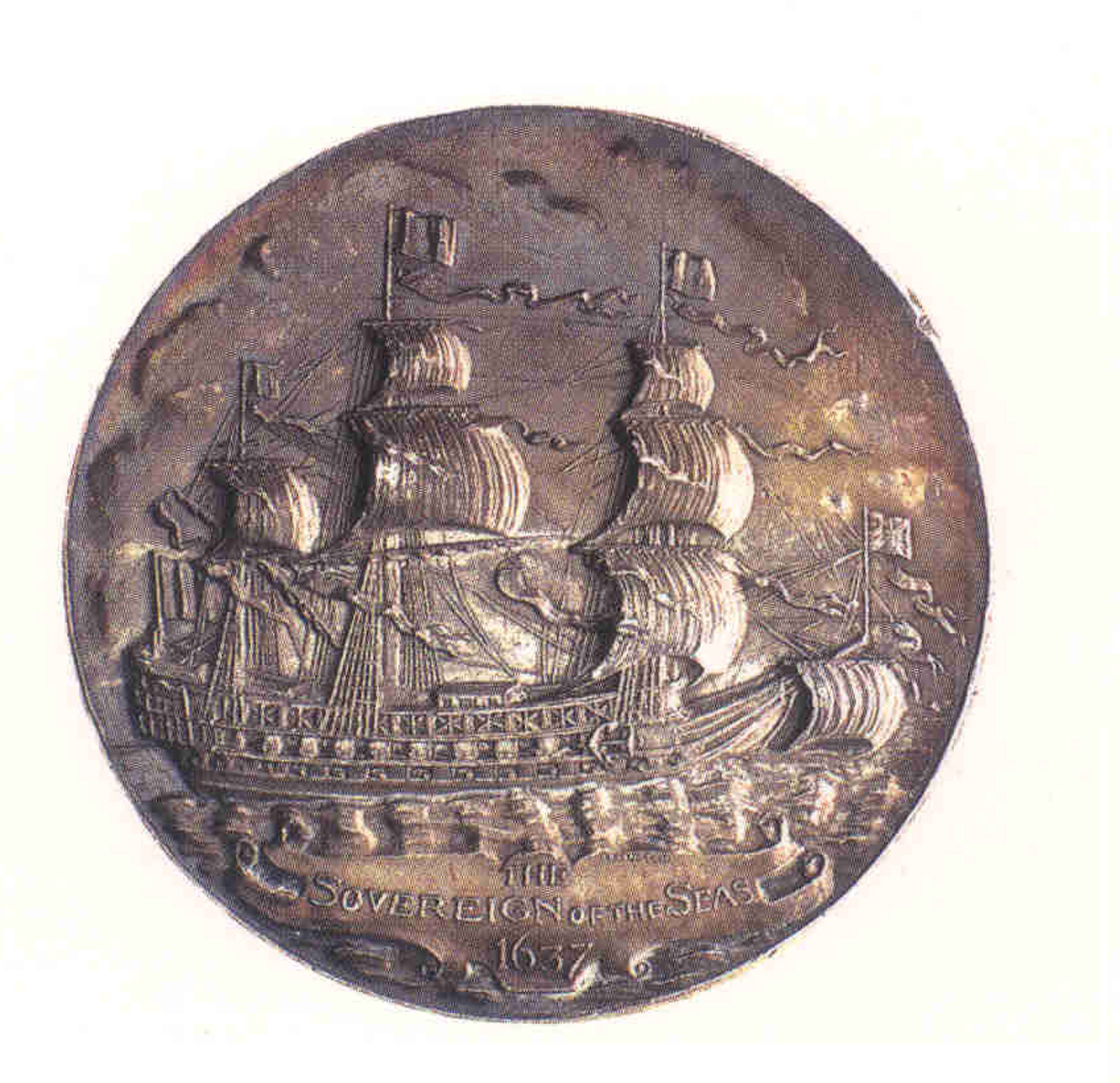
Sovereign of the Seas sur une médaille.

## Source de la traduction
- (en) Cet article est partiellement ou en totalité issu de l’article de Wikipédia en anglais intitulé « HMS Sovereign of the Seas » (voir la liste des auteurs).